# Annalen der Physik
«Annalen der Physik» («Анналы физики») — немецкий научный журнал, посвящённый проблемам физики. Один из старейших научных журналов, издаётся с 1799 года. Публикует оригинальные статьи в области экспериментальной, теоретической, прикладной и математической физики, а также смежных областей. Все статьи предварительно рецензируются. С конца XIX века ежегодно выходили три выпуска журнала, примерно по 1000 страниц каждый. В настоящее время издаются 12 книг в год, всего около 800 страниц.

## История
Первыми журналами по физике в Германии были Journal der Physik, издававшийся с 1790 по 1794 год, и Neues Journal der Physik (1795—1797). Судьба Annalen der Physik, сменившего их в 1799 году, оказалась более успешной, он издаётся более 2 столетий. Дважды в своей истории менял название: Annalen der Physik und der physikalischen Chemie (1819—1824), Annalen der Physik und Chemie (1824—1899), однако в 1899 году вернулся к первоначальному названию.
Журнал активно содействовал бурному развитию немецкой физики в XIX—XX веках, в «Annalen der Physik» впервые опубликовали свои выдающиеся результаты такие физики и математики, как:
- Генрих Герц
- Вильгельм Конрад Рентген
- Альберт Эйнштейн
- Макс Планк
- Герман Минковский
- Эрвин Шрёдингер

и другие учёные. В частности, на страницах журнала была впервые изложена теория относительности.
В военном 1944 году издание журнала было приостановлено и возобновилось в 1947 году в советской зоне оккупации (с 1949 года ставшей ГДР). Конкурирующий журнал Zeitschrift für Physik издавался в Западной Германии.
В период 1950—1990 годов журнал издавался на немецком и английском языках, однако доля немецкоязычных статей с каждым годом сокращалась. После объединения Германии журнал окончательно перешёл на английский язык. В 2011 году было объявлено о планах реформирования издания.

## Реферирование и индексирование
Журнал реферируется и индексируется в:
- Chemical Abstracts Service
- Ei Compendex[англ.]
- Current Contents/Physical, Chemical & Earth Sciences
- FIZ Karlsruhe Databases[англ.]
- International Nuclear Information System Database[англ.]
- INSPEC[англ.]
- Mathematical Reviews/MathSciNet
- Science Citation Index
- Scopus
- ВИНИТИ
- Zentralblatt MATH/Mathematics Abstracts

Согласно Journal Citation Reports в 2015 году журнал имел импакт-фактор 3.443 и занимал 11-е место из 79 журналов в категории "Physics Multidisciplinary".